# Laterale fricativa alveolare sonora
La laterale fricativa alveolare sonora è una consonante, rappresentata con il simbolo [ɮ] nell'alfabeto fonetico internazionale (IPA).
Nella lingua italiana tale fono non è presente. È presente in Sardegna, nella lingua sassarese, e da qui il suono si è esteso anche alla pronuncia di alcune varietà settentrionali della lingua sarda logudorese.

## Caratteristiche
La consonante laterale fricativa alveolare sonora presenta le seguenti caratteristiche:
- il suo modo di articolazione è laterale fricativo, perché questo fono è dovuto all'occlusione della parte centrale del canale orale (la bocca) che costringe l'aria a passare dai lati del canale stesso, producendo un rumore di frizione;
- il suo luogo di articolazione è alveolare, perché nel pronunciare tale suono la punta della lingua si accosta agli alveoli dei denti incisivi superiori;
- è una consonante sonora, in quanto questo suono è prodotto con la vibrazione delle corde vocali.

## Altre lingue

### Sassarese
In sassarese, il fono è presente come evoluzione dei nessi patrimoniali -ld-, -rd-, -sd-; viene trascritto rispettivamente con le grafie ⟨ldh⟩, ⟨rdh⟩, ⟨sdh⟩ (a seconda dell'etimologia), ad es.: caldhu [ˈkaɮdu], accordhu [akˈkoɮdu], isdhintiggaddu [iɮdintiɡˈɡaddu] ("caldo, accordo, sdentato"). La pronuncia effettiva può variare leggermente a seconda del parlante e del momento; per approfondimenti, cfr. la pagina sulla lingua sassarese.

### Sardo logudorese
È presente in Sardegna nella pronuncia di alcune varianti settentrionali della lingua sarda logudorese, alle quali si è esteso su influsso del vicino sassarese. Il fono è reso nelle traslitterazioni con la grafia  ⟨rdh⟩, ⟨ldh⟩, ⟨sdh⟩.  Esempi sono rintracciabili, tra gli altri, nella pronuncia delle parole sardu (talvolta traslitterato in logudorese come sardhu) col significato di “sardo”, Sardigna (talvolta traslitterato come Sardhigna) “Sardegna”, caldu (traslitterato come caldhu) “caldo”.
Comunque, dal momento che in sardo questo suono è un allofono locale dei nessi -ld-, -rd-, -sd-, solitamente si preferisce non trascriverlo e lasciare la grafia originale (la ⟨h⟩ viene talvolta trascritta più che altro in grafia popolare).

### Zulu
In lingua zulu tale fono è reso con la grafia ⟨dl⟩:
- dlala "giocare" [ˈɮálà]